# Nunatak Rusina
Der Nunatak Jakunina (englische Transkription von russisch Нунатак Русина Nunatak Russina) ist ein Nunatak im westantarktischen Queen Elizabeth Land. In der Forrestal Range der Pensacola Mountains ragt er südöstlich des Ritala Spur und nördlich des Monte Sanavirón an der Ostseite des Lexington Table auf. 
Russische Wissenschaftler benannten ihn. Der weitere Benennungshintergrund ist nicht überliefert.